# Dysauxes obscura
Dysauxes obscura är en fjärilsart som beskrevs av Fabricius 1781. Dysauxes obscura ingår i släktet Dysauxes och familjen björnspinnare. Inga underarter finns listade i Catalogue of Life.